# La stravaganza

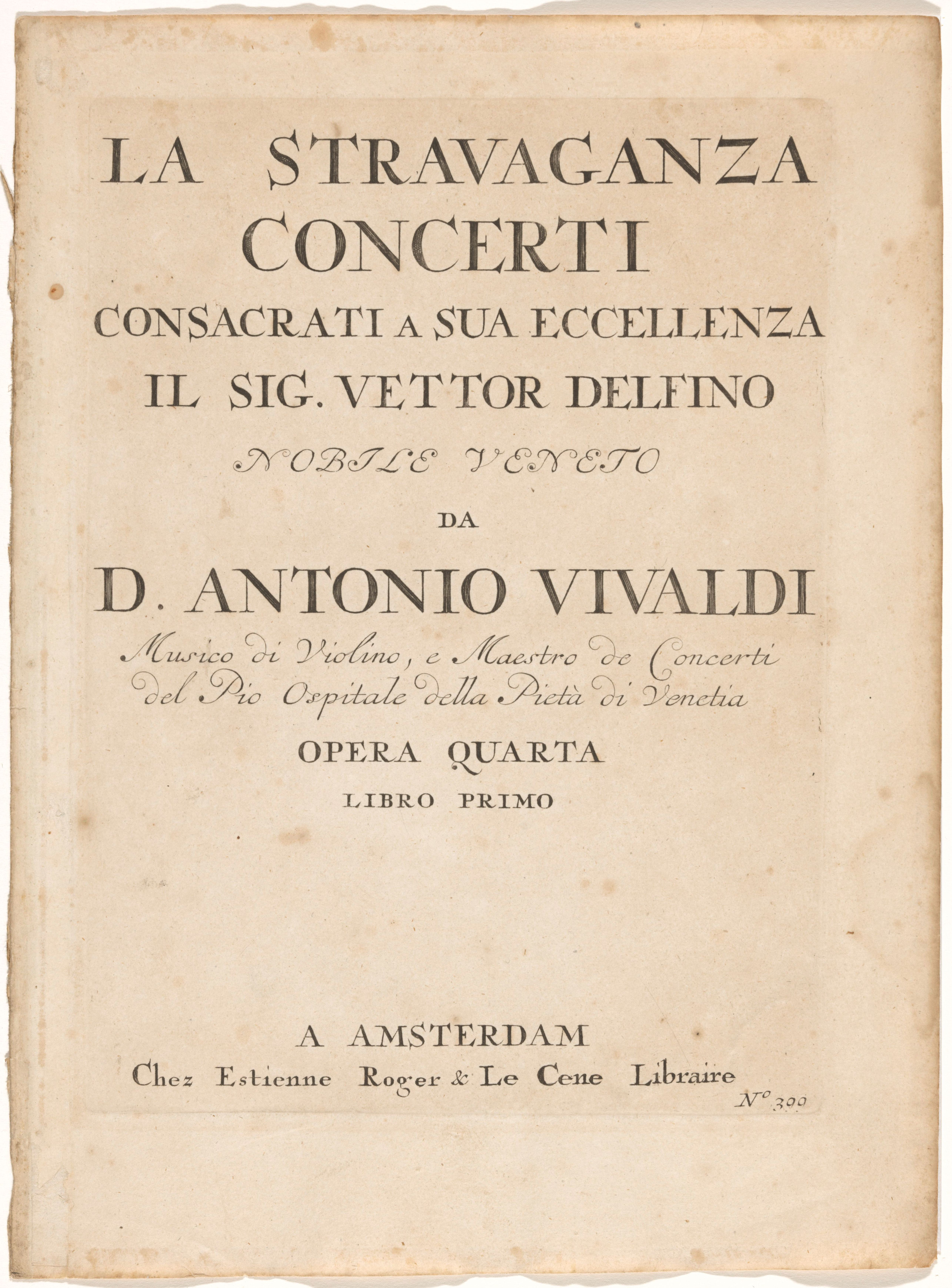
Bìa sách

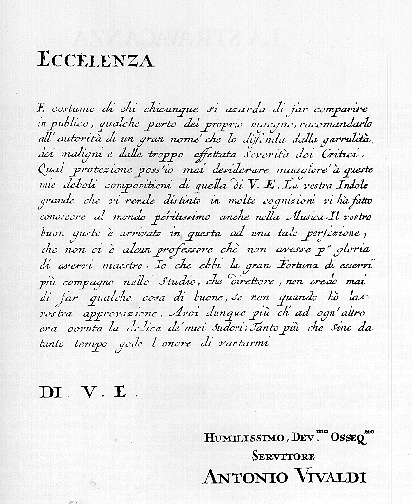
Trang chứa lời nói đầu

La stravaganza [nghĩa đen là ''Ngông cuồng''] (Tạm dịch: Sự lập dị), Op. 4, là một bộ 12 concerto độc tấu cho vĩ cầm được viết bởi Antonio Vivaldi vào năm 1712–1713. Bộ sách được xuất bản lần đầu tiên vào năm 1716 tại Amsterdam và được dành tặng cho một quý tộc xứ Venice là Vettor Delfino, người đã từng học vĩ cầm dưới sự dẫn dắt của Vivaldi.

## Danh sách các tác phẩm bên trong
Các tác phẩm này được sắp xếp theo cấu trúc của các chương:
La Stravaganza, Op.4, Concerto Số 1 cung Si giáng trưởng, RV 383a:
1. Allegro
2. Largo e cantabile
3. Allegro

La Stravaganza, Op.4, Concerto Số 2 cung Mi thứ, RV 279:
1. Allegro
2. Largo
3. Allegro

La Stravaganza, Op.4, Concerto Số 3 cung Sol trưởng, RV 301:
1. Allegro
2. Largo
3. Allegro assai

La Stravaganza, Op.4, Concerto Số 4 cung La thứ, RV 357:
1. Allegro
2. Grave e sempre piano
3. Allegro

La Stravaganza, Op.4, Concerto Số 5 cung La trưởng, RV 347:
1. Allegro
2. Largo
3. Allegro (moderato)

La Stravaganza, Op.4, Concerto Số 6 cung Sol thứ, RV 316a:
1. Allegro
2. Largo
3. Allegro

La Stravaganza, Op.4, Concerto Số 7 cung Đô trưởng, RV 185:
1. Largo
2. Allegro (molto)
3. Largo
4. Allegro

La Stravaganza, Op.4, Concerto Số 8 cung Rê trưởng, RV 249:
1. Allegro – Adagio – Presto – Adagio
2. Allegro

La Stravaganza, Op.4, Concerto Số 9 cung Fa trưởng, RV 284:
1. Allegro
2. Largo
3. Allegro

La Stravaganza, Op.4, Concerto Số 10 cung Đô trưởng, RV 196:
1. Spiritoso
2. Adagio
3. Allegro

La Stravaganza, Op.4, Concerto Số 11 cung Rê trưởng, RV 204:
1. Allegro
2. Largo
3. Allegro assai

La Stravaganza, Op.4, Concerto Số 12 cung Sol trưởng, RV 298:
1. Spiritoso e non presto
2. Largo
3. Allegro

## Bản thu âm đáng chú ý
- Zino Vinnikov (Violin & Đạo diễn âm nhạc), nghệ sĩ độc tấu của Dàn nhạc Giao hưởng St.Petersburg, tháng 9 năm 2014.[3][4][5]
- Rachel Podger (Violin), Channel Classics, 2003, CCS SA 19503. Bản thu âm này đã giành được Giải thưởng Gramophone cho hạng mục "Bản thu âm Baroque hay nhất" của năm 2003.[6][7]